# Dionysio Miseroni
Dionysio Miseroni (počeštěně též Dionýz Misiron, 1607, Praha – 29. června 1661, Praha) byl český glyptik, brusič a fasér drahých kamenů, po otci původem z italského rodu Miseroniů, po matce Čech.

## Život a činnost

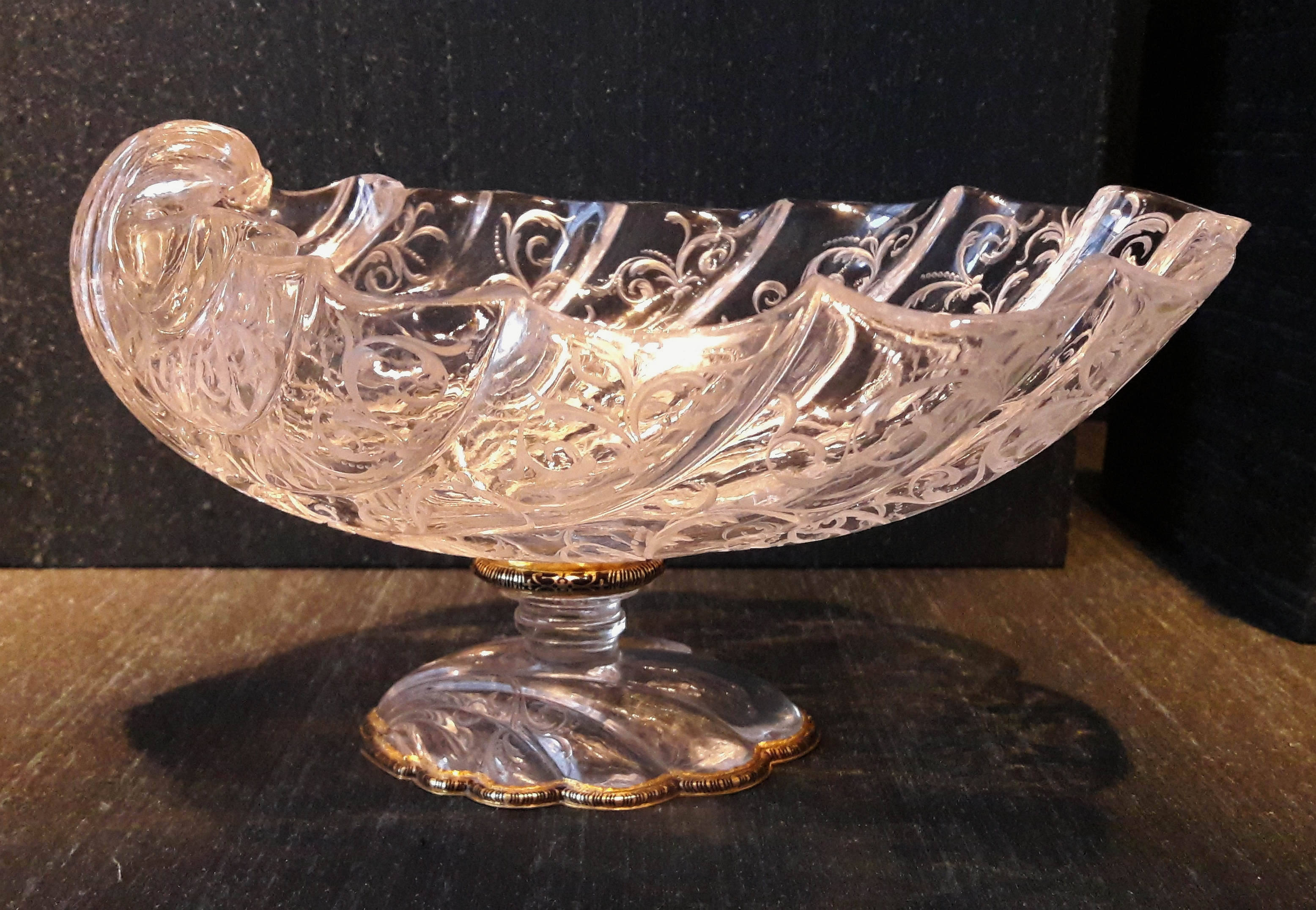
Miska ve tvaru loďky, řezaný křišťál; po roce 1625, Bavorské národní muzeum Mnichov

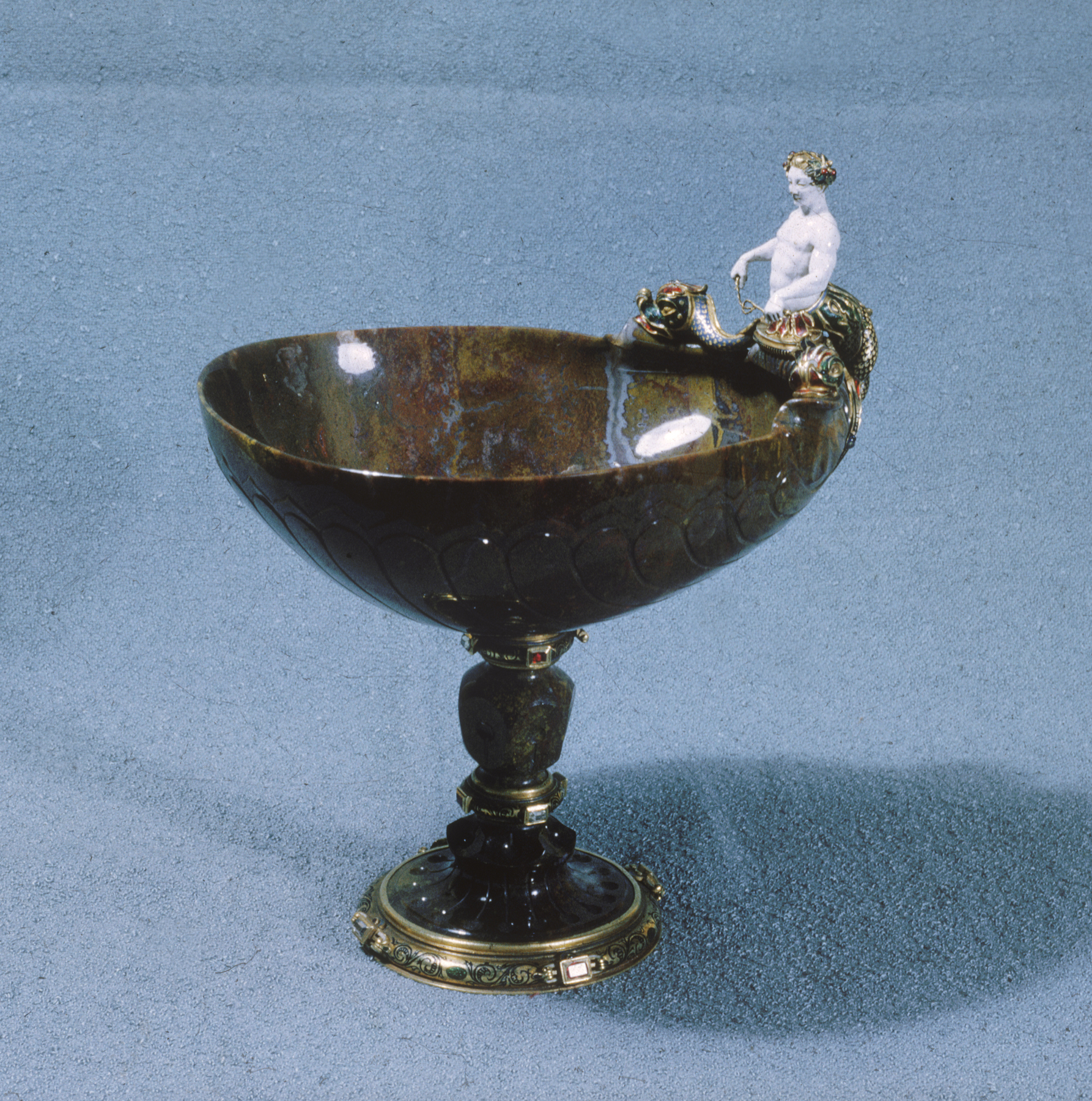
Miska se smaltovanou figurkou tritona, Walters Art Museum, Baltimore

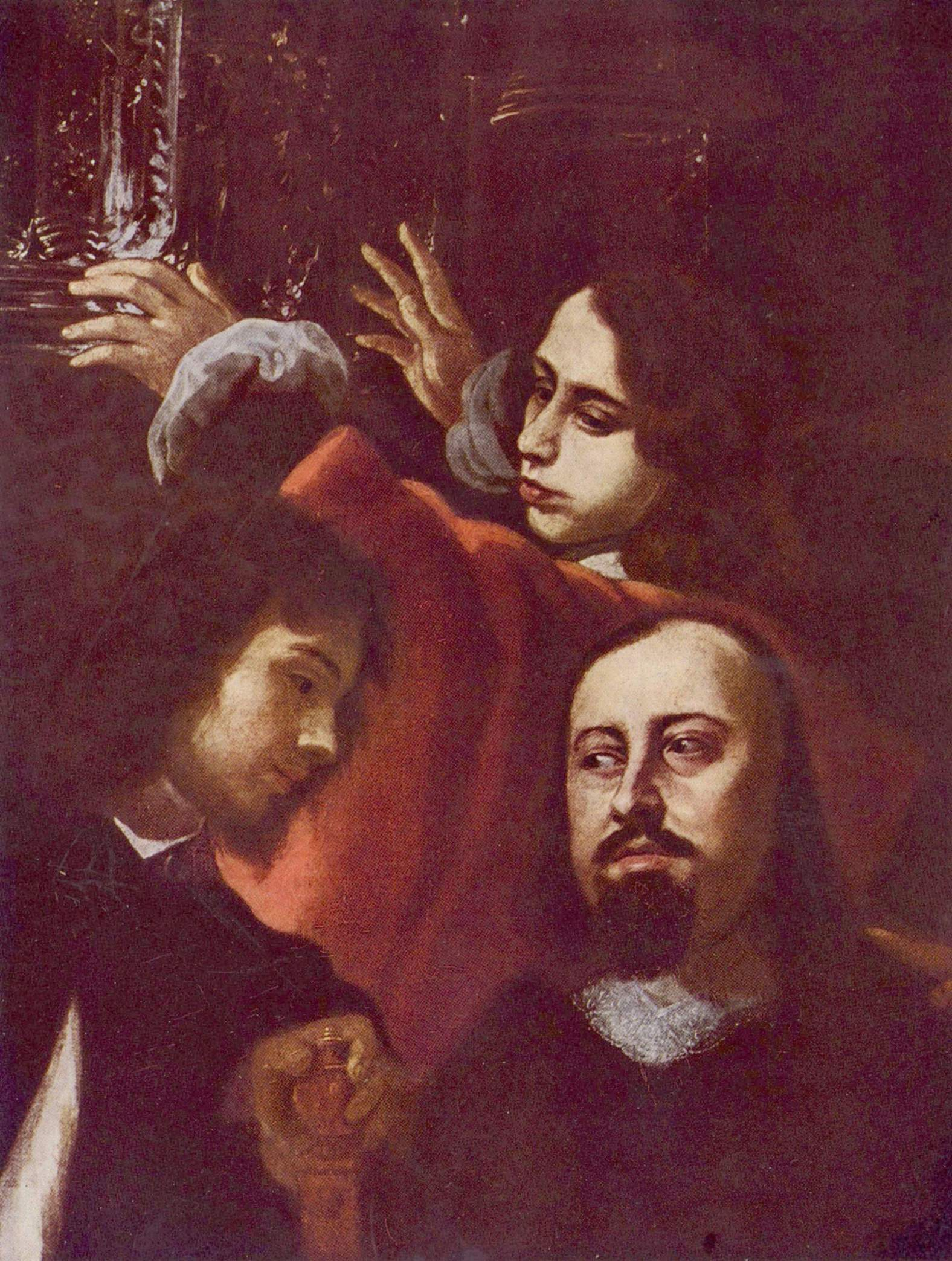
Dionysio Miseroni se syny Janem Oktaviánem a Ferdinandem Eusebiem, detail z rodinného portrétu od Karla Škréty, 1653

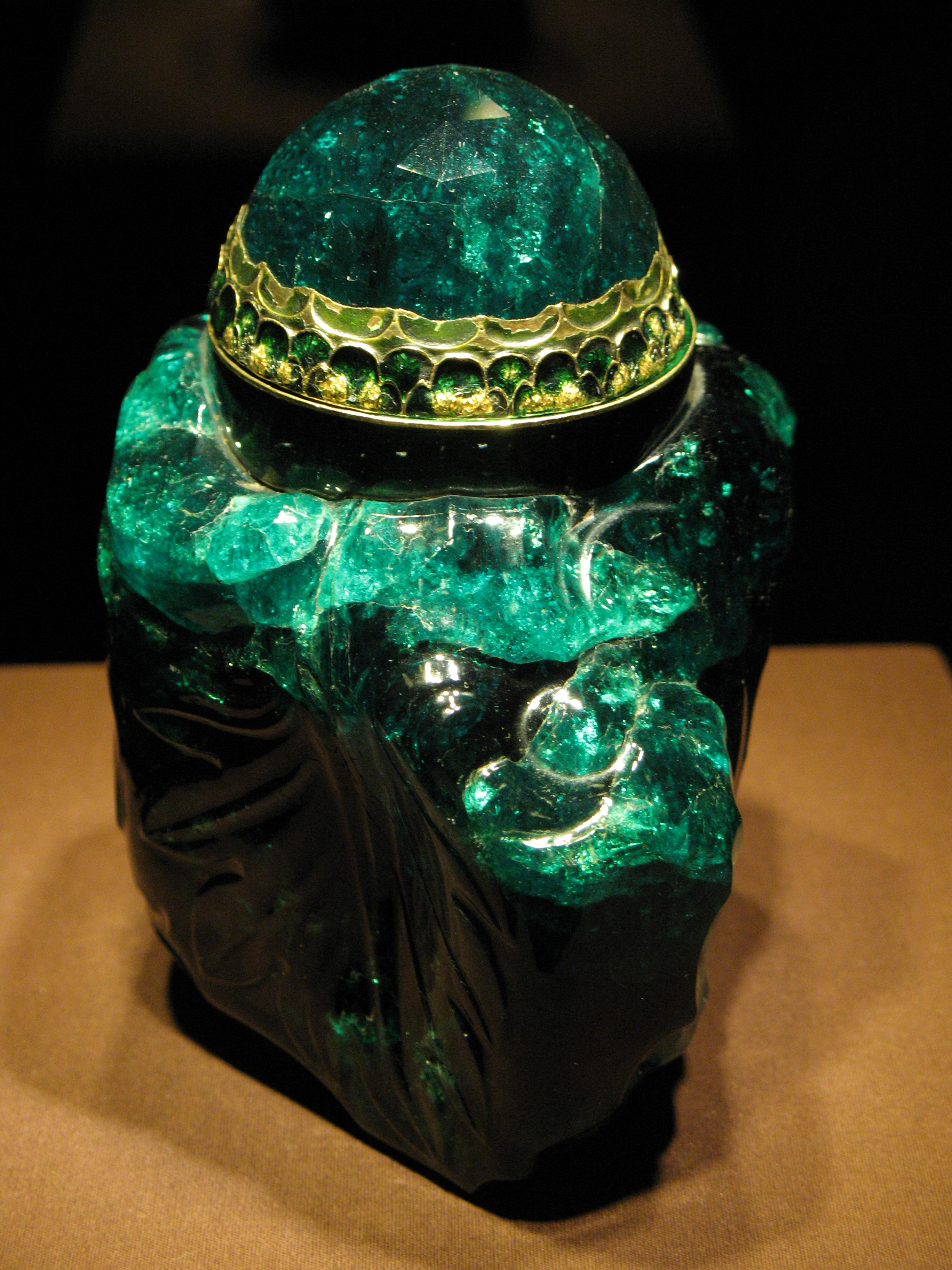
Unguentarium (nádobka na léčivý balzám) císaře Ferdinanda III., řezaný kolumbijský smaragd o váze 2860 karátů; 1641, Světská klenotnice Vídeň

Narodil se v Praze do rodiny zlatníka a glyptika Ottavia Miseroniho, kterého z Itálie povolal do svých služeb císař Rudolf. Vyučil se v dílně svého otce, po němž převzal správu uměleckých sbírek císaře Rudolfa II. a vedení brusičské dílny s Císařským mlýnem v Bubenči. Kromě toho byl šacmajstrem,(něm. der Schatzmeister) tedy přísežným znalcem, oceňujícím drahokamy; s drahokamy také obchodoval.
Jako správce pokladnice na Pražském hradě v roce 1648 švédskému generálu Königsmarkovi vydal klíče, ale většinu artefaktů stihl před lupiči včas ukrýt. Byl kvůli této aféře vyslýchán, ale poté, co se ukryté klenoty našly, z obvinění očištěn V roce 1653 byl za své postoje a zásluhy povýšen do českého rytířského stavu. Po smrti císaře Ferdinanda III., jemuž roku 1641 zhotovil raritní smaragdovou nádobku na balzám, se z Vídně vrátil do Prahy, kde zemřel a 1. července 1661 byl pohřben v kostele sv. Marie Magdalény na Malé Straně, tj. v dnešní vstupní hale Českého muzea hudby. V otcově odkazu pokračoval Dionysiův druhý syn Ferdinand Eusebius Miseroni.

## Skupinový portrét
Dionýsia Miseroniho jako čtyřicetiletého otce rodiny s druhou manželkou Marií Majorovou z Grosenau a dětmi zachytil Karel Škréta okolo roku 1653 na rozměrném plátně Podobizna řezáče drahokamů Dionysia Miseroniho a jeho rodiny, kde jsou kromě členů rodiny zachyceny v pozadí také těžké brusy poháněné mlýnskými koly a některá Miseroniho díla (včetně Pyramidy). Z Miseroniových kamenů provedla jeho nebo Castrucciho mozaikářská dílna Škrétův erb technikou florentské mozaiky.

## Dílo
Vzniklo v období pozdního manýrismu s vlivy raného baroka. Zahrnuje především luxusní nádobí pro světské stolování, řezané z horského křišťálu, z českého křišťálového skla, jaspisu či topasu, také oltáříky nebo šperky. Důležité byly konvice a věžovité vázy z broušeného horského křišťálu, s vázami je u regálu vyobrazen jeho syn Eusebio na rodinném portrétu (typ Pyramida); většina klenotů se s císařskou klenotnicí Habsburků dostala do Vídně a jsou tam vystaveny v Uměleckohistorickém muzeu. Brousil a řezal také poháry, číše a misky vykládal své nádoby českými granáty ve zlatých montážích.
- Nádobka na balzám nebo slánka, řezaný smaragd, zlatá mmontáž, Kunsthistorisches Museum Vídeň
- Vázy z horského křišťálu ve formě pyramidy, Kunsthistorisches Museum Vídeň
- Křestní souprava mísy a konvice, lapis lazuli, Kunsthistorisches Museum Vídeň
- Pár oltářních váz s tulipány, achát, jaspis a topas, ucha stříbrný filigrán, Kunsthistorisches Museum Vídeň
- Miska na nožce s figurkou tritona, jaspis, bílý email a zlato; Walters Art Museum Baltimore
- Přívěsky s kamejí ve zlatém rámečku

Při opravách Pražského hradu Miseroni působil také jako císařský inspektor, což byl stavební dozor, například roku 1642 při stavbě nové hradní kaple v obydlí císařovny. O životě a díle Dionýsia Miseroniho se dochovaly bohaté archivní prameny, které ještě nebyly kompletně zhodnoceny.